# Anna Hellman
Anna Carola Hellman (Hudiksvall, 29 de noviembre de 1978) es una deportista sueca que compitió en snowboard. Ganó una medalla de bronce en el Campeonato Mundial de Snowboard de 1999, en la prueba de halfpipe.

## Medallero internacional
| Campeonato Mundial | Campeonato Mundial       | Campeonato Mundial | Campeonato Mundial |
| Año                | Lugar                    | Medalla            | Competición        |
| ------------------ | ------------------------ | ------------------ | ------------------ |
| 1999               | Berchtesgaden (Alemania) | Medalla de bronce  | Halfpipe           |